# Gabriella Lundvall
Gabriella Lundvall, född 26 juni 1994 är en svensk volleybollspelare (libero). Hon spelar (2021) för Sollentuna VK. Tidigare har hon spelat för Hylte/Halmstad VBK (2013/14-2014/15) och RIG Falköping (2010/11-2012/13). Hon spelar i seniorlandslaget och är syster till Diana Lundvall, som också spelar i landslaget.